# Hjørring Stadion
Hjørring Stadion – stadion piłkarski w Hjørring, w Danii. Swoje spotkania rozgrywa na nim drużyna FC Hjørring oraz kobiecy klub Fortuna Hjørring. Obiekt może pomieścić 7500 widzów, z czego jednak tylko 350 miejsc jest siedzących. W 2011 roku podjęto decyzję o budowie nowego stadionu, którego otwarcie planowane jest na rok 2013.